# Třída Soldati
Třída Soldati byla třída torpédoborců italského námořnictva z období druhé světové války. Celkem bylo postaveno 17 torpédoborců této třídy, postavených ve dvou skupinách. Dva zůstaly nedokončeny. Deset jich bylo za války ztraceno. Po válce část přeživších lodí získala jako válečnou kořist námořnictva Francie a SSSR.

## Stavba
Celkově bylo stavěno 19 jednotek této třídy ve dvou skupinách. První dvanáctičlenná skupina byla dokončena v letech 1938–1939. Druhou skupinu třídy představovalo sedm torpédoborců, z nichž bylo dokončeno pouze pět.
Jednotky první skupiny třídy Soldati:
| Jméno        | Založení kýlu | Spuštěna | Vstup do služby | Osud |
| ------------ | ------------- | -------- | --------------- | --- |
| Alpino       | 1937          | 1938     | duben 1939      | Dne 19. dubna 1943 potopen britským náletem v La Spezia. Vyzdvižen, ale neopraven. Dne 24. dubna 1945 vrak znovu potopen Němci v Janově.                            |
| Artigliere   | 1937          | 1937     | listopad 1938   | Dne 12. října 1940 byl poblíž Malty těžce poškozen britským lehkým křižníkem HMS Ajax v bitvě u mysu Passero a následujícího dne potopen těžkým křižníkem HMS York. |
| Ascari       | 1937          | 1938     | květen 1939     | Dne 24. března 1943 se u tuniského pobřeží potopil na minách. |
| Aviere       | 1937          | 1937     | srpen 1938      | Dne 17. prosince 1942 byl poblíž Bizerty potopen britskou ponorkou HMS Splendid.                                                                                    |
| Bersagliere  | 1937          | 1938     | duben 1939      | Dne 7. ledna 1943 v Palermu potopen americkým náletem. |
| Camicia Nera | 1937          | 1937     | srpen 1938      | Roku 1943 přejmenován na Artigliere. Roku 1949 předán SSSR jako Lovkij.                                                                                             |
| Carabiniere  | 1937          | 1938     | prosinec 1938   | Po válce zůstal italskému námořnictvu. Od roku 1960 testovací loď (A5314), vyřazen 1965.                                                                            |
| Corazziere   | 1937          | 1938     | březen 1939     | Po italské kapitulaci byl 9. září 1943 v Janově potopen vlastní posádkou. Vyzdvižen Němci, neopraven a 4. září 1944 potopen náletem.                                |
| Fuciliere    | 1937          | 1938     | leden 1939      | Roku 1950 předán SSSR jako Ljogkij. |
| Geniere      | 1937          | 1938     | prosinec 1938   | Dne 1. března 1943 byl v Palermu potopen americkým náletem. |
| Granatiere   | 1937          | 1938     | únor 1939       | Po válce zůstal italskému námořnictvu. Vyřazen 1958. |
| Lanciere     | 1937          | 1938     | únor 1939       | Bezprostředně po svém nasazení v druhé bitvé u Syrty se dne 23. března 1942 se potopil v bouři.                                                                     |

Jednotky druhé skupiny třídy Soldati:
| Jméno       | Založení kýlu | Spuštěna | Vstup do služby | Osud |
| ----------- | ------------- | -------- | --------------- | --- |
| Bombardiere | 1940          | 1942     | červenec 1942   | Dne 17. ledna 1943 byl poblíž Sicílie potopen britskou ponorkou HMS United. |
| Carrista    | 1941          | –        | –               | Nedokončen, používán jako zdroj náhradních dílů pro ostatní plavidla. Po italské kapitulaci ukořistěn Němci jako TA34. Sešrotován.                                                                        |
| Corsaro     | 1941          | 1941     | květen 1942     | Dne 9. ledna 1943 byl poblíž Bizerty potopen na minách položených britskou minonoskou HMS Abdiel. |
| Legionario  | 1940          | 1941     | březen 1942     | Roku 1948 předán Francii jako Duchaffault. |
| Mitragliere | 1940          | 1941     | únor 1942       | Roku 1948 předán Francii jako Jurien de la Gravière. |
| Squadrista  | 1941          | 1942     | –               | Roku 1943 přejmenován na Corsaro. Nedokončen, používán jako zdroj náhradních dílů pro ostatní plavidla. Po italské kapitulaci ukořistěn Němci jako TA33. Dne 4. března 1945 byl v Janově potopen náletem. |
| Velite      | 1941          | 1941     | srpen 1942      | Roku 1948 předán Francii jako Duperré. |

## Konstrukce

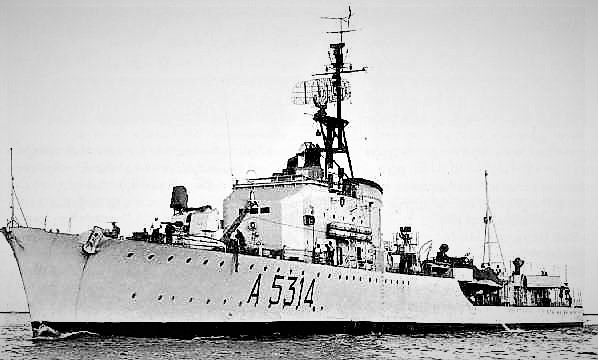
Carabiniere (A5314)

Výzbroj první skupiny tvořily čtyři 120mm/50 kanóny ve dvoudělových věžích, jeden 120mm/15 kanón (pro střelbu osvětlovacími granáty), dvanáct 13,2mm kulometů a dva trojhlavňové 533mm torpédomety. K ničení ponorek sloužily dva vrhače hlubinných pum. Plavidla rovněž mohla naložit až 48 min. Během války se složení výzbroje měnilo. Pohonný systém tvořily tři kotle a dvě turbíny o výkonu 48 000 hp, pohánějící dva lodní šrouby. Nejvyšší rychlost dosahovala 38 uzlů. Dosah byl 2200 námořních mil při rychlosti 20 uzlů.